# Rough Diamonds
Rough Diamonds é o sexto álbum de estúdio da banda Bad Company, lançado em Agosto de 1982.
É o último álbum com os membros originais da banda, saíram Paul Rodgers e Boz Burrell.
| Críticas profissionais                                                      | Críticas profissionais |
| Avaliações da crítica                                                       | Avaliações da crítica  |
| Fonte                                                                       | Avaliação              |
| --------------------------------------------------------------------------- | ---------------------- |
| allmusic                                                                    | [ 1 ]                  |
| Rolling Stone                                                               | [ 2 ]                  |
| Esta tabela precisa de ser acompanhada por texto em prosa. Consulte o guia. |                        |

## Faixas
Todas as faixas por Paul Rodgers, exceto onde anotado.
1. "Electricland" - 5:29
2. "Untie the Knot" (Paul Rodgers/Simon Kirke) - 4:07
3. "Nuthin' on the TV" (Boz Burrell) - 3:46
4. "Painted Face"- 3:24
5. "Kickdown" (Mick Ralphs) - 3:35
6. "Ballad of the Band" (Boz Burrell) - 2:10
7. "Cross Country Boy"- 3:00
8. "Old Mexico" (Mick Ralphs) - 3:49
9. "Downhill Ryder" - 4:09
10. "Racetrack" - 4:44